# 志賀越道
志賀越道（しがごえみち）は、京（京都）の七口である荒神口から、近江に至る街道。志賀の山越とも。室町時代には今路道（今道越）とも呼ばれ、近世の文献には山中越の呼称も見られる。

## 経路
京都府道・滋賀県道30号下鴨大津線の通称とも認識されるが、山中村（現在の滋賀県大津市山中町）以東のもともとの経路は崇福寺（志賀寺）近傍を経てに滋賀里へ出る道である。田の谷峠を経て錦織に至る現在の県道30号の経路は、1570年（元亀元年）『多聞院日記』においてその開削が伺われ、後の1881年（明治14年）の『近江国滋賀郡誌』には「白川越新路」として記されており、間道として活用されてきた。現在はこちらを通るルートが採用されている。
また、京都側についても、府道30号が下鴨本通を起点として昭和初期に整備された御蔭通を東に進むのに対して、志賀越道は荒神口から鴨川を渡り、そこから北東に進み、いったん京都大学の本部構内で分断されるが、今出川通・白川通と斜めに交差し、北白川仕伏町にて上記御蔭通（府道30号）と合流する。
ほぼ東西に走る横通りと南北に走る縦通りの交差によって碁盤の目状の街路となっている京都において、珍しく斜線状に延びている通りのようにみえるが、この街道は平安京の域外において古くから西近江と京を結ぶ交通路であり、近代から現代に掛けて拡大した市街地に取り込まれた結果であるに過ぎない。

## 歴史
古くから京と近江方面を結ぶ内陸交通路として栄え、室町時代の『建内記』には「今路道下口」という率分所が設けられたとある。織田信長の入洛に際しては事前にこの街道の整備が命じられたが、その後、近江との主要交通路が三条街道（東海道）に移ることにより街道としては寂れてしまった。先述の京都大学吉田キャンパス（本部構内地区）による通りの中断は、幕末期における尾張藩京都下屋敷の新築に由来しているが、このことからみても当時既に街道としての重要性を失っていたことが分かる。

## 志賀越道及び山中越に関する記載

### 雍州府志（1684年成立）
- 「東山自り志賀の山越道あり」
- 「志賀の山越は、山中越の南にあり」
- 「照高院の東に坂路有り。是れ江州志賀東坂本に赴く道なり、所謂志賀の山越是なり。白川自り行くこと半里山中の宿あり、宿の西路傍に二つの石仏あり。一は江州に向かい、一は城州に向かう」
- 「北白川自り山中越あり」
- 「白川山の東南に近江に超ゆる路有り。是を山中越と謂う。又是を今道と謂う」

### 山州名跡志（元禄年間（1688～1703）成立）
- 「雲母坂より延暦寺東塔を経て、近江国穴太に出る道を白鳥越または古路越といい、近江国坂本へ出る道を今路越という」

### 山州名勝志（1705年成立）
- 「今道越は、山中越より東して坂本に行く道なり。亦、山中越という」
- 「山中越は近江国に属す。山中越より東坂本へ一里、京へ二里」

### 近江與地志略（1733年成立）
- 「（山中越は、）坂本より山城の国白河に出る路なり。坂本より国堺に至って一里、国堺より京に至って二里なり。蓋し路、山中村を歴るがゆえに此名あり。小径なり」
- 「（志賀越は、）見世村（志賀里）より、平安京へ出づる道なり。其道山中村を過ぐる故に山中越の名あり。或いは今道越ともいふ。是如意越に対する称なり」

### 都名所図会（1780年成立）
- 「此里（北白川）は都より近江の志賀坂本への往還道なり。志賀山越といふ。…是よりひがし山中の里あり。…比叡の無動寺へは、北村のはずれの細道より北に入る。山中峠は白川の里より一里半にして、山城近江の堺なり。むかし、長良の山桜と詠みしは此峠のつづきなり」